# Vèneto
El Vènet o Vèneto (en vènet Vèneto; italià: Veneto) és una regió nord-oriental de la península Itàlica amb 4,9 milions d'habitants, la capital de la qual és Venècia. Administrativament és una regió que limita a l'est amb el Friül-Venècia Júlia, al nord amb Àustria (Tirol i Caríntia), al nord-oest amb el Trentino-Tirol del Sud, a l'oest amb la Llombardia, al sud amb l'Emília-Romanya i a l'est amb la mar Adriàtica (també anomenada Golf de Venècia). Es divideix en 6 províncies: Belluno, Pàdua, Rovigo, Treviso, Verona i Vicenza; i la ciutat metropolitana de Venècia.
Aquesta regió és rica en art i cultura. El seu patrimoni arquitectònic inclou els edificis i ponts de Venècia, i moltes de les cases de Pal·ladio. L'Arena de Verona és un amfiteatre romà antic, tradicionalment utilitzat per a les presentacions d'òpera. Els banys termals d'Abano Terme (Pàdua) són també una atracció turística així com les Dolomites.
Molts vins d'alta qualitat provenen de la regió del Vènet i inclouen els vins Prosecco, Soave i Valpolicella. Una tradició local pel que fa al consum dels vins és fer una ombra; es tracta d'un got de vi, usualment novell, que es consumeix en un breu descans de les activitats diàries en el temps que ve marcat pel pas de l'ombra del Campanile de San Marco. Un altre costum característic és la passeggiata, que es fa entre les set i les deu del vespre, inclosa la degustació d'algun spritz com a aperitiu del sopar.
L'economia regional, la qual solia dependre completament de l'agricultura, avui dia està orientada a la indústria de la manufactura i de la moda, i el turisme cultural representa una important activitat de la regió. El teixit industrial del Vènet, fet de mitjanes i petites empreses, és anomenat pels italians Modello Nord Est o Locomotora d'Itàlia.
El 28 de novembre de 2012, el Consell Regional del Vènet, en una sessió extraordinària convocada per discutir la Resolució 44, presentada pel moviment d'independència "Indipendenza Veneta", pels camins del Vènet a la lliure determinació i la independència, ha demanat als presidents Luca Zaia i Clodovaldo Ruffato de venir assessorament encarregada d'iniciar urgentment amb totes les institucions de la Unió Europea i les relacions institucionals de les Nacions Unides per garantir un referèndum que establia la voluntat de la gent del Vènet, en termes de la seva pròpia autodeterminació, mitjançant el dictamen consultiu d'un 'comissió especial de juristes, sense cap càrrec per a la regió.

## Geografia
Administrativament es divideix en set províncies: Belluno, Pàdua, Rovigo, Treviso, Venècia, Verona i Vicenza.
Les fronteres de la regió venen configurades pels cursos dels rius Po, Tagliamento, Livenza i alguns elements orogràfics com són els contraforts al nord de l'altiplà d'Asiago o el Monte Baldo. Un altre element a destacar és la conca del riu Piave, que té tota la conca hidrogràfica dins els límits de la regió.
El seu territori és morfològicament molt divers, amb un predomini de les planures (56,4%), però també compta amb les zones de muntanya (29,1%) i, en menor mesura, els turons (14,5%). El territori muntanyós es troba sobretot al nord, als Alps. D'on baixen molts rius que desemboquen a la mar Adriàtica entre el delta del Po i la desembocadura del Tagliamento, cal destacar les Dolomites, dins la província de Belluno, que representen el 70% de muntanyes del Vènet.
La plana vèneta ve donada gràcies a l'acció alguns dels rius més importants d'Itàlia: de sud a nord, són el Po, el Adigio, el Brenta, el Piave, al Tagliamento i el Livenza. Aquests rius han permès construir una densa xarxa de canals que han ajudat gràcies a la presència abundant d'aigua a desenvolupar una agricultura molt important.
La zona de turons es troba entre la plana litoral del sud i els Alps al nord, formen un conjunt que es localitza al peu dels Pre-Alps, es consideren com una zona perifèrica a l'aixecament dels Alps, així s'explica la seua distribució paral·lela als Pre-alps.
Separats d'aquest conjunt i de diferent formació es troben els turons situats a la desembocadura de les valls del Piave i de l'Adige, formats per acumulació de dipòsits de les glaceres del Quaternari.

### Clima
A la regió hi ha una varietat de condicions climàtiques molt severes que van des del clima en les zones de muntanya, on les temperatures hivernals cauen per sota de zero en l'abundància (fins i tot a -25 °C) i la neu cobreix el terra durant uns pocs mesos, al clima més mediterrani de la costa, protegida pel nord pels Pre-alps i orientada al sud, que ha permès el cultiu de plantes tan mediterrànies com l'olivera, que és el lloc més septentrional on es pot arribar a plantar. Al nord a les Dolomites es produeixen hiverns molt durs, que poden assolir perfectament els -30 °C al fons de vall, mentre que a l'estiu el clima és generalment suau, amb un màxim de voltant de 20 °C.
A la plana, al gener les temperatures de mitjana oscil·len entre 1 °C i 3 °C, mentre que al juliol van de 23 °C i 25 °C. La boira pot provocar les gelades d'hivern i l'hivern, mentre que a l'estiu la humitat augmenta la percepció de calor, el que sovint xafogor.
Pel que fa a les precipitacions, el valor màxim és de 1.500 mm o 2000mm, la pluviositat augmenta a mesura que t'acostes a la cara nord dels Alps. Les precipitacions disminueixen cap al nord a la regió muntanyosa de les Dolomites (menys de 1.500 mm) i es desplacen al sud a les zones muntanyoses i planes (entre 1000 i 1300 mm), assolint el valor mínim a la zona del delta del Po (per sota dels 600 mm l'any).

### Cabal dels rius
Gràcies a la presència de neu a l'alta muntanya, hi ha una constant presència d'aigua en els llits dels rius que travessen el Vènet. El Po i l'Adige, que creuen el Vènet al final del seu camí, gràcies a les glaceres dels seus llits fluvials tenen garantida la presència abundant d'aigua fins a l'estiu. Els rius Piave i el Brenta, nascuts respectivament als Alps del Vènet i Trentino-Tirol del Sud, alternen períodes on porten molt cabal amb períodes que quasi no hi ha pas aigua.
Més avall, es formen fonts, a partir de les quals ressorgeixen molts altres rius, amb un trajecte curt, que caracteritzen la plana del Vènet, una de les zones més fèrtils d'Europa.

## Economia
El Vènet tenia l'any 2006 un Producte Interior Brut de 138.993,5 milions d'euros, dels quals el generador més important és la indústria, que en genera un 24,95% del total, un altre valor important a destacar és el 20,77% que prové del comerç, restauració,
reparacions, allotjaments, transport i comunicacions. L'altra cara de la moneda és l'agricultura, que tan sols representa un 1,66% del PIB regional.
Les províncies més occidentals del Vènet són les més industrialitzades, el mercat el dominen les petites empreses, especialitzades en alimentació, tèxtils, calçats i mobles. A Venècia, encara es troba a la planta química industrial de Porto Marghera. Hi ha molts indicis que indiquen que aviat es tancarà per la pressió i rebuig de les associacions de veïns i les associacions ecologistes.
Treviso i la seva província són també la primera regió d'Itàlia a produir roba per a gent jove gràcies a la presència del Grup Benetton. També són importants els sectors de banca, el comerç i el turisme.

### Demografia
La població del Vènet no es distribueix uniformement. El lloc on es concentra la major part de la població és l'eix Verona-Vicenza-Pàdua-Treviso-Venezia, mentre que els llocs d'alta muntanya i propers als Alps estan especialment despoblats.
Des dels anys vuitanta s'ha produït un fenomen, generalitzat a tot el nord, una despoblació de les grans ciutats que ha alimentat a les petites i mitjanes ciutats formant"cinturons" periurbans. Això va donar lloc a un important desenvolupament urbà i alguns han assenyalat la formació d'una gran metròpoli difusa que s'estén, en particular, entre Pàdua, Venècia y Treviso (l'anomenat Triangle PaTreVe o Vènet). Estem parlant d'una gran regió metropolitana Vèneta estesa al llarg de 6.679,6 km², amb una població de 3.267.420 habitants en 2006 i una Petita Àrea Metropolitana (PMA) veronesa estesa sobre 1.426 km² i una població de 714.274 habitants.

## Lingüística
El Vènet compta amb una llengua pròpia, el vènet. Les fronteres lingüístiques s'assimilen tot i no coincidir amb els límits regionals. Es calcula que té uns 2,2 milions de parlants. L'any 2007 el vènet va ser reconegut oficialment com a llengua pel Consell Regional del Vènet amb la llei de "tutela e valorizzazione della lingua e della cultura veneta" aprovada per gairebé tots els partits de govern i oposició. Tot i haver reconegut el vènet com a llengua, no és oficial a la regió del Vènet, perquè l'Estat italià no reconeix l'existència de la llengua vèneta, sinó que la considera un dialecte italià.

## El nacionalisme vènet
El nacionalisme vènet o venetisme és un que exigeix més autonomia per al Vènet, si no la independència, i la promoció de la redescoberta República de Venècia així com les seves tradicions, cultura i llengua. Segons Paolo Possamai, el venetisme és "la varietat de vènet i de venecians cap al reconeixement de la seva identitat i autonomia". El venetisme és un moviment ampli, que indubtablement inclou els partits venetistes, però també inclou gent de tots els partits polítics.
Els venetistes consideren el Vènet com a nació diferent d'Itàlia i, sovint, neguen la validesa del resultat del referèndum amb el qual el Vènet es va unir amb Itàlia el 1866. Alguns, com el Véneto Estat, proposen de celebrar un nou referèndum i fan campanyes per avançar cap a la independència de Venècia, un país que seria compost de tots els territoris de la República de Venècia històrica, incloent-hi el Vènet, Friuli-Venezia Giulia, algunes àrees de Llombardia (Brescia, Bèrgam, Crema i una part de la província de Trento.
En qualsevol cas, també la constitució de la Regió del Vènet reconeix a la "gent vèneta" l'estatus de "popolo (lit. poble) veneto". També, la UNESCO considera que la llengua vèneta és fora de perill, ja que és en general parlada al Vènet, en alguns sectors de Friuli-Venezia Giulia i, minoritàriament, a l'Ístria croata; també presenta comunitats expatriades a Amèrica: Rio Gran do Sul i Santa Catarina, al Brasil, i Chipilo a Mèxic.
Tal vegada la més important associació cultural venetista és Raixe Venete, que organitza cada any la "Festa dei Veneti en Cittadella" (on es reuneixen venetistes de totes les ideologies polítiques, associacions venetistes, actors, músics i bandes de rock, i molts simples ciutadans), i el lloc web dels quals és disponible en diversos idiomes.